# أشلي ليلي
أشلي ليلي (بالإنجليزية: Ashley Lilley)‏ هي ممثلة بريطانية، ولدت في 29 يناير 1986 في Rothesay ‏ في المملكة المتحدة.

## وصلات خارجية
- أشلي ليلي على موقع IMDb (الإنجليزية)
- أشلي ليلي على موقع ميوزك برينز (الإنجليزية)
- أشلي ليلي على موقع تيرنر كلاسيك موفيز (الإنجليزية)
- أشلي ليلي على موقع أول موفي (الإنجليزية)
- أشلي ليلي على موقع قاعدة بيانات الأفلام السويدية (السويدية)
- أشلي ليلي على موقع ديسكوغز (الإنجليزية)
- أشلي ليلي على موقع قاعدة بيانات الفيلم (الإنجليزية)